# Измайлов, Владимир Константинович
Владимир Константинович Измайлов (1870—1942) — беллетрист, фельетонист, драматург.

## Биография
Предки Измайлова по отцу были священниками. Отец — губернский секретарь, умер, когда Измайлову было 5 лет; мать — из обедневшей дворянской семьи, после смерти мужа стала сельской учительницей Староивановской школы Чистопольского уезда Казанской губернии. Измайлов окончил Чистопольское духовное училище (1885) и в том же году поступил в Казанскую духовную семинарию, где был замечен «в чтении недозволенных книr» и характеризовался начальством как «недисциплинированный воспитанник». В мае 1890 года подал прошение об отчислении его с 4-го курса. В 1904—1911 годах публиковал в журнале «Всходы» рассказы из жизни семинаристов; во многом автобиографичные. Учился в Казанской губернской земской фельдшерской школе (1890—1891). Несколько лет вёл жизнь странническую, став «городским проповедником социализма», сочинителем «жгучих злободневных социалистических молитв».
В 1892 году уехал в Уфу, Стерлитамак, работал письмоводителем у судебного следователя в Уфимском уезде. Учительствовал в Петровском уезде Саратовской губернии (1893—1895). Впоследствии не раз обращался к педагогической тематике в корреспонденциях, публицистических заметках и репортажах: «Жертва. (Посвящается народным учителям)» («Уральская жизнь», 1900, 9, 13, 16 июля), «Заботы о детях и детская жизнь по данным текущей печати» и «Детская жизнь и заботы о детях» («Воспитание и обучение», 1905, № 1—4, 6—8, 10—11) и др., содержавших истории из жизни детей, статистические данные о детской смертности, фактический материал о сиротских судах, школьных комиссиях, приютах по всей стране. В работах «Педагогика в деревенской школе. ( Из учительской практики)» («Вестник школы», 1914, № 40—41) и в очерках Зимняя страда. (Записки деревенского учителя) («Вестник школы», 1914, № 11—16, 18—20), написанных в форме дневника, показал взаимосвязь педагогических проблем деревенской школы с социальными проблемами. Секретарь редакции екатеринбургской газеты «Рудокоп» (1897). Вёл отдел внутренней жизни России в газете «Уральская жизнь» (1898—1901), помещал в ней статьи, заметки, фельетоны, очерки, рассказы.
В 1901 году, получив одну из премий на 1-м Всероссийском конкурсе «Биржевых ведомостей» за рассказ «Маленькие заговорщики», Измайлов переехал в Петербург и с этого времени жил исключительно литературным трудом. Публиковался в московской газете «Курьер», во многих столичных журналах: «Образование» (1903—1906), «Наука и жизнь» (1905) , «Природа и люди» (1906), «Журнал для всех» (1911) ; регулярно сотрудничал в журнале «Пробуждение» (1907—1913).
В 1911 году печатался в газете «Звезда». Переехал в Рыбинск (1912), где до 1917 года активно сотрудничал в «Вестнике рыбинской биржи» (с 1915 её редактор). Темы его публикаций — борьба с пьянством, положение деревни. Печатал эссе о А. С. Пушкине, Л. Н. Толстом, Ф. М. Достоевском, С. Я. Надсоне, Ф. К. Сологубе, боролся за создание театра в Рыбинске. Печатался также в ярославской газете «Голос» (1914—1915). В марте 1917 года пытался создать в Рыбинске объединение газетных работников, читал курс лекций по русской литературе.  С сентября 1917 года работал в Вологде (секрерарём журнала губпродкома), затем — в Ростове в редакции ростовских «Известий» (1919—1920). Уехал в Барнаул (1920-е). Писал пьесы для
заработка («Быть бычкам на верёвочках». Комедия в 2-х действиях», Новгород, 1923). Вернулся в Ленинград, где работал в различных изданиях
(«Красный студент», «Рабочий коллектив»), сильно нуждался. Умер в блокадном Ленинграде.